# Мандевиль, Роджер де
Роджер де Мандевиль (англ. Roger de Mandeville; XIII век) — англо-шотландский дворянин, претендовавший на корону Шотландии в ходе «Великой тяжбы».
Рожер де Мандевиль происходил по женской линии от королей Шотландии из Данкельдской династии: его бабка по матери была внучкой Ауфрики, внебрачной дочери короля Вильгельма Льва. Поэтому в 1290 году, после смерти Маргарет Норвежской Девы, Мандевиль заявил о своих претензиях на корону. В общей сложности претендентов было четырнадцать, и судьба престола решалась в ходе судебного процесса, известного как «Великая тяжба». Верховный арбитр, король Англии Эдуард I, в 1292 году принял решение в пользу Джона Баллиоля.